# ホン・ユジュン
ユジュン（2000年4月15日 - ）は、韓国の俳優、モデルである。本名、ホン・テウィ。京畿道金浦市出身。Starhaus エンターテインメント所属。2012年、テレビドラマ『福寿草』によりデビュー。

## 出演

### テレビドラマ
- キッズ・サバイバル・スーパーヒーロー（2012年、トゥーニバース）
- 神々の晩餐-シアワセのレシピ（2012年、MBC）

- 福寿草（2012年、tvN）子供時代のハ・ユンジェ 役
- その冬、風が吹く（2013年、SBS）中学生時代のオ・ス 役
- 王家の家族たち（英語版）（2013年、KBS 2TV）少年時代のホ・セダル 役
- プルート秘密決死隊（2014年、EBS）主演・チェ・ドンヨン 役
- ずる賢いバツイチの恋（英語版）（2014年、MBC）幼少期のクク・スンヒョン 役
- 雷に打たれた文具店 シーズン2（2014年、トゥーニバース）主演・本人 役
- 王の顔（2014年、KBS）子供時代のソンジョ 役
- 一理ある愛（英語版）（2014年、tvN）パク・ミンギ 役
- 明日は実験王（2015年、トゥーニバース）主演・ガン・ウォンソ 役
- 最後から二番目の恋（2016年、SBS）パク・フン 役[1]
- 明日は実験王2（2016年、トゥーニバース）主演・ガン・ウォンソ 役
- 超人ファミリー（2017年）コン・ユン 役[2]
- 番人！～もう一度、キミを守る～（英語版）（2017年、MBC）少年時代のチャン・ドハン 役
- 奇跡少女（2019年）主演・ティティ 役
- カラーラッシュ（2020年）主演・チェ・ヨヌ 役[3]
- カラーラッシュ シーズン2(2022年)主演・チェ・ヨヌ 役

### 映画
- 夕立（2013年）
- シークレット・ミッション（2013年）幼少期のリ・ヘラン 役[4]
- ハイヒールの男（2014年）ハン・スンフン 役[5]
- きみの声を探して アフター・ラブ（2015年）幼少期のキム・ソンジュン 役